# Бежевая книга
Бежевая книга (англ. Beige Book), также «Бежевая книга» ФРС США (Fed’s Beige Book) — экономический обзор Федеральной резервной системы США, который публикуется на основании отчетных документов 12 региональных банков, входящих в её состав. Официальное название документа: «Сводка комментариев о текущем экономическом положении в федеральных резервных округах» (Summary of Commentary on Current Economic Conditions by Federal Reserve District).

## История
Идею составления данного отчета предложил Артур Бёрнс, ставший в 1970 году председателем Федеральной резервной системы США. До Бёрнса каждый из президентов региональных банков представлял на заседании ФРС информацию, полученную от деловых контактов своего региона. Бёрнс счёл, что было бы полезнее, если информация записывалась и представлялась руководителями Федеральной резервной системы США до заседаний комитета по операциям на открытом рынке.
Впервые Бежевая книга была опубликована в 1983 году. Бежевая книга ФРС получила своё название из-за цвета обложки.

## Содержание
В целом отчет отражает текущее состояние сферы промышленного производства, рынка труда, недвижимости, финансовой отрасли, банковского сектора, сельского хозяйства и сферы услуг в регионах США. Отчёт составляется на основе неофициальных комментариев, собранных каждым из федеральных резервных банков в своём округе. Слушаются доклады директоров банков и их отделений, в том числе, доклады главных экономистов, экспертов рынка, предпринимателей. Бежевую книгу считают важным инструментом для проверки общей стабильности экономики.
Бежевая книга одна из трёх книг, которые предлагаются региональными банками Комитету по открытому рынку. Члены совещания также получают «Зелёную книгу» (Green book) — национальный прогноз на следующие два года, выполненный отделом экономических исследований и статистики Совета управляющих и «Голубую книгу» (Blue book), содержащую прогнозы развития монетарной политики.
Бежевая книга — единственная общедоступная книга ФРС, она публикуется восемь раз в год, по средам, за две недели до очередного собрания Комитета по открытым рынкам (FOMC) Федеральной резервной системы США в 14:15 по восточному стандартному времени (в 22:00 по московскому времени). Книга публикуется бесплатно и находится в свободном доступе на официальном сайте ФРС США.